# Harjowinangun (Godong)
Harjowinangun is een bestuurslaag in het regentschap Grobogan van de provincie Midden-Java, Indonesië. Harjowinangun telt 4134 inwoners (volkstelling 2010).